# 2023년 영국 그랑프리
2023 영국 그랑프리(공식 명칭: 포뮬러 1 아람코 브리티시 그랑프리 2023)는 영국에 위치한 실버스톤 서킷에서 열린 포뮬러 원 대회로 영국 그랑프리의 74번째 대회이다. 이번 그랑프리는 2023년 포뮬러 원 시즌의 11번째 라운드로 7월 7일부터 9일까지 열렸다.